# Rafael del Rosal Caro
Rafael del Rosal Caro (Loja, Granada, 30 de julio de 1887 - Granada, 31 de diciembre de 1936) fue un militar español.
Comandante del Regimiento de Infantería Lepanto número 5. Caballero de la Orden de San Hermenegildo, nacido en Loja (Granada) el 30 de julio de 1887 (Libro 34º, fol. 59 del R.C.). Hijo de Elías del Rosal Vázquez de Mondragón y Dolores Caro González. Se casó en Málaga con Rosario Cervant Chica.
Tomó parte en la guerra de Marruecos. Retirado por la Ley de Azaña, se unió al golpe militar en Granada, donde murió el 31 de diciembre de 1936. 
- Datos: Q6098160